# Ludlow-Zeilengießmaschine

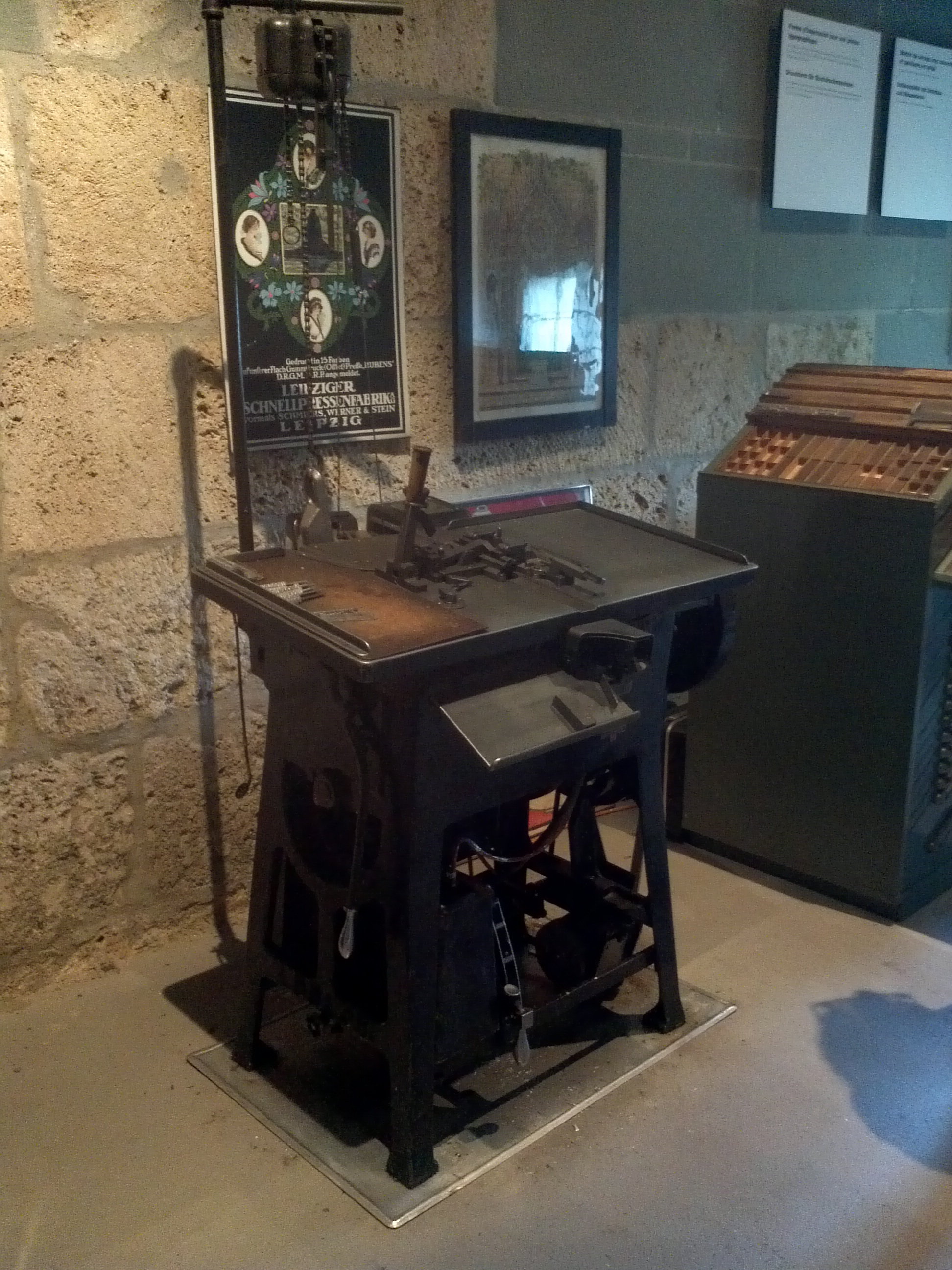
Funktionsfähige Ludlow Zeilengiessmaschine im Gutenberg Museum in Freiburg

Die Ludlow-Gießmaschine ist ein Gerät für den Satz mit Matrizen und anschließendem Guss von Bleisatz-Schriftzeilen.
Die Maschine wurde 1909 von William A. Reade in Amerika entwickelt. Benannt wurde sie nach dem amerikanischen Erfinder Washington I. Ludlow. Beide hatten zuvor gemeinsam an einer ähnlichen Maschine gearbeitet. Die Gießmaschine wurde 1921 in Europa vorgestellt. Sie besteht im Wesentlichen aus zwei Teilen, dem Spezialwinkelhaken und der Gießmaschine.
Die Matrizen aus Setzkästen werden mit der Hand in den Spezial-Winkelhaken eingesetzt. Sie besitzen auf ihrer Unterseite die zu gießende Buchstabenform und auf der Oberseite eine Buchstabengravur zur Lesekontrolle. Nach dem Setzen und Ausschließen wird die Matrizenzeile mit einer Schraube fixiert und in die Gießmaschine eingesetzt. Der Winkelhaken dient gleichzeitig als Gießrahmen für die Zeile. Nach etwa zehn Sekunden ist der Gießvorgang der Zeile beendet. Die benutzten Matrizen werden für eine erneute Verwendung (wie beim Handsatz) nach dem Guss wieder in den Setzkasten „abgelegt“.
Man kann mit der Maschine normale, kursive und auch gemischte Schriftzeilen gießen. Auch zentrierter Satz und Ausschlussmaterial kann erzeugt werden. Es sind Schriftgrößen von 4 bis 144 Punkt möglich bis zu einer Zeilenbreite von 21 Cicero. Die Ludlow-Zeilengießmaschine wurde vor allem im Zeitungsbereich für den Satz von Überschriften benutzt. Für die Herstellung von Mengentext eignete sich die Maschine nicht.
Zur Ergänzung der Ludlow-Gießmaschine gibt es die Elrod-Gießmaschine, mit der Regletten und Linien hergestellt werden können. In ihrem Gießkessel kann auch Altmaterial wie unbrauchbare Regletten oder nicht mehr benötigte Zeilen verwendet werden.
Wichtigster Typograf der in Chicago ansässigen Firma war Robert Hunter Middleton. Während seiner Zeit bei Ludlow (1923 bis 1974; seit 1933 als künstlerischer Leiter) war er an einer Reihe Schriftentwürfen beteiligt – darunter Coronet, Stencil, Delphian Open Title, Eusebius, Flair, Radiant, Record Gothic, Stellar, Tempo, Umbra und viele andere. Andere bekannte Designer für Ludlow waren Robert Wiebking, Douglas Crawford McMurtrie, der vor Middleton als Direktor für Werbung und Typografie tätig war, und Hermann Zapf, dessen Optima und Palatino zu den letzten Schriften gehörten, die für Ludlow geschnitten wurden.